# Diaobingshan
Diaobingshan (调兵山市S, DiàobīngshānP) è una città-contea della Cina, situata nella provincia di Liaoning e amministrata dalla prefettura di Tieling.